# Маолида, Мизиан
Мизиа́н Маолида́ (фр. Myziane Maolida; 14 февраля 1999 года, Париж, Франция) — французский и коморский футболист, нападающий саудовского клуба «Аль-Холуд» и сборной Комор.

## Карьера в клубе
Маолида является воспитанником «Лиона», в академию которого перешёл в пятнадцатилетнем возрасте. С 2016 года играл за вторую команду. С сезона 2017/2018 привлекается к тренировкам с основной командой. 5 августа 2017 года дебютировал за «Лион» в Лиге 1 в поединке против «Страсбура», выйдя на замену на 76-й минуте вместо Мариано Диаса.
Летом 2018 года перешёл в «Ниццу».
В 2021 Маолида перешёл в берлинскую «Герту».

## Международная карьера
Родился во Франции в коморской и малагасийской семье, выступал за юношеские сборные Франции.
Дебютировал за сборную Комор в матче отборочного турнира Чемпионата Мира 2026 17 ноября 2023 года против ЦАР и забил 4-й гол своей команды. Во втором матче за сборную забил гол в ворота сборной Ганы.

## Клубная статистика
Данные на 04 ноября 2020 года.
| Клуб            | Сезон           | Лига | Лига | Кубок | Кубок | Еврокубки | Еврокубки | Всего | Всего |
| Клуб            | Сезон           | Игры | Голы | Игры  | Голы  | Игры      | Голы      | Игры  | Голы  |
| --------------- | --------------- | ---- | ---- | ----- | ----- | --------- | --------- | ----- | ----- |
| Олимпик Лион    | 2017/18         | 13   | 1    | 3     | 1     | 6         | 1         | 22    | 3     |
| Олимпик Лион    | Всего           | 13   | 1    | 3     | 1     | 6         | 1         | 22    | 3     |
| Ницца           | 2018/19         | 14   | 0    | 1     | 1     | 0         | 0         | 15    | 1     |
| Ницца           | 2019/20         | 18   | 1    | 4     | 0     | 0         | 0         | 22    | 1     |
| Ницца           | 2020/21         | 4    | 1    | 0     | 0     | 2         | 0         | 6     | 1     |
| Ницца           | Всего           | 36   | 2    | 5     | 1     | 2         | 0         | 43    | 3     |
| Всего в карьере | Всего в карьере | 49   | 3    | 8     | 2     | 8         | 1         | 65    | 6     |